# Pfaffenheim
Pfaffenheim är en kommun i departementet Haut-Rhin i regionen Grand Est (tidigare regionen Alsace) i nordöstra Frankrike. Kommunen ligger i kantonen Rouffach som tillhör arrondissementet Guebwiller. År 2022 hade Pfaffenheim 1 349 invånare.

## Befolkningsutveckling
Antalet invånare i kommunen Pfaffenheim
| Referens: INSEE |